# Pim Fortuyn
Wilhelmus Simon Petrus (Pim) Fortuyn (født 19. februar 1948, død 6. maj 2002), var en kontroversiel, åbent homoseksuel politiker i Nederlandene, som dannede sit eget parti, Lijst Pim Fortuyn (Pim Fortuyns liste eller LPF).
Fortuyn blev myrdet under valgkampen i forbindelse med parlamentsvalget i 2002 af en militant dyreværns-aktivist, Volkert van der Graaf, som hævdede i retten, at han havde dræbt Fontuyn for at stoppe ham i at udnytte muslimerne som "syndebukke" og angribe de svage parter i samfundet for at score billige point.
Pim Fortuyn var uddannet sociolog og var professor i sociologi ved universitetet i Groningen. Fortuyn var ikke velset i venstreorienterede og islamistiske kredse bl.a. som følge af sine kritiske holdninger overfor islam og sit ønske om begrænsning af immigrationen til Nederlandene. Mordet på Pim Fortuyn var det første politiske mord i Nederlandene i over 300 år.

## Forfatterskab
- De ontwikkeling van het stakingsrecht in Nederland (1978, med Harry van den Berg en Teun Jaspers; SUN, 1978; ISBN 90-6168-129-4)
- Sociaaleconomische politiek in Nederland 1945-1948 (dissertation, Samsom, 1981; ISBN 90-14-03091-6).
- Vĳfendertig jaar SER-adviezen (1982, med Willem Dercksen, Teun Jaspers en Cees de Galan; Kluwer, 1982).
- Het sociale element in het nationaal-socialisme, i: Sociologisch Tijdschrift 9 (1982-1983), sd. 695-712 (med K. Asselbergh).
- De Nederlandse verzorgingsstaat. Terugblik en vooruitzien (red. med Wil Albeda og Louw de Graaf) (Kluwer, 1983; ISBN 90-312-0236-3). Heri kapittel 1: 'Het tenslotte'.
- Om de toekomst van de werkgelegenheid. Eerherstel voor het marktmechanisme, volledige werkgelegenheid en een beschaafd stelsel van sociale zekerheid zijn onverenigbaar (Kok Agora, 1985; ISBN 90-242-7520-2).
- Stakingsrecht in Nederland. Theorie en praktijk 1872-1986 (Fibula-Van Dishoeck, 1985; ISBN 90-228-3159-0).
- Positie bepaald, koers uitgezet (Havenondernemersvereniging SVZ, 1989; ISBN 90-90-03230-4).
- Een toekomst zonder ambtenaren (inaugurele rede) (SDU, 1991; ISBN 90-5409-000-6).
- Zonder ambtenaren. De overheid als ondernemer (Veen, 1991; ISBN 90-204-2029-1. Fornyet udgave som Pandora Pocket af Contact, 1994; ISBN 90-254-5504-2).
- Aan het volk van Nederland. De contractmaatschappij, een politiek economische zedenschets (Contact, 1992; ISBN 90-254-0303-4).
- De overheid als ondernemer (Contact, 1993; ISBN 90-254-0187-2).
- Het zakenkabinet Fortuyn (A.W. Bruna, 1994; ISBN 90-229-8158-4).
- De verweesde samenleving. Een religieus-sociologisch traktaat A.W. Bruna, 1995; ISBN 90-229-8244-0. Vernieuwde heruitgave Karakter, 2002; ISBN 90-6112-931-1).
- Beklemmend Nederland (A.W. Bruna, 1995; ISBN 90-229-8234-3).
- Uw baan staat op de tocht! Het einde van de overlegeconomie (A.W. Bruna, 1995; ISBN 90-229-8264-5).
- Mijn collega komt zo bij u. Dienstverlening in Nederland (A.W. Bruna 1996; ISBN 90-229-8351-X).
- Tegen de islamisering van onze cultuur. Nederlandse identiteit als fundament (A.W. Bruna, 1997; ISBN 90-229-8338-2. Vernieuwde heruitgave Karakter, 2002; ISBN 90-6112-861-7).
- Zielloos Europa. Tegen een Europa van technocraten, bureaucratie, subsidies en onvermijdelijke fraude (A.W. Bruna, 1998; ISBN 90-229-8352-8).
- 50 jaar Israël, hoe lang nog? Tegen het tolereren van fundamentalisme (A.W. Bruna, 1998; ISBN 90-229-8407-9).
- Babyboomers. Autobiografie van een generatie (A.W. Bruna 1998; ISBN 90-229-8369-2. Genudgivelse Karakter, 2002; ISBN 90-6112-941-9).
- De derde revolutie! Hoe de informatietechnologie alles op zijn kop zet (A.W. Bruna, 1999; ISBN 90-229-8441-9).
- Droomkabinet. Hoe Nederland geregeerd moet worden (Van Gennep, 2001; ISBN 90-5515-286-2).
- De puinhopen van acht jaar paars (Karakter, 2002; ISBN 90-6112-911-7).

## Galleri
- Statue af Fortuyn i Rotterdam
- Stedet hvor Fortuyn blev myrdet.
- Mindeplade på parkeringspladsen ved Media Park i Hilversum, hvor 3FMs radiostudie havde adresse.
- Gadenavnskiltet af "Pim Fortuynplaats" i Rotterdam
- Statue af Fortuyn ved hans forhenværende hus i Rotterdam